# Макаров Денис Євгенович
Денис Євгенович Макаров (рос. Дени́с Евге́ньевич Мака́ров; нар. 18 лютого 1998, Тольятті, Самарська область, Росія) — російський футболіст, півзахисник клубу «Динамо» (Москва).

## Кар'єра

### Клубна
Народився в Тольятті. Футбольне освіту здобув в Академії імені Конопльова, в Якутії і МЦПЮФ «Мордовія», де грав під керівництвом тренера Ігоря Лайкіна. Не отримавши запрошення в основну команду, поїхав в «Оренбург», де грав за дублюючі команди в молодіжній першості і Першості ПФЛ.
Влітку 2018 приєднався до нижньокамського «Нафтохіміка», з яким піднявся в ФНЛ, другий дивізіон країни. У першій частині наступного сезону став одним з найкращих бомбардирів першості, забивши 11 голів, чим привернув увагу селекціонерів ЦСКА і «Рубіна».
У січні 2020 року підписав контракт з казанським клубом, свій вибір гравець пояснив бажанням працювати зі Слуцьким і Веретенніковим. Дебют в російській Прем'єр-лізі відбувся 1 березня 2020 року в матчі проти «Тамбова». Перший гол у Прем'єр-лізі забив 5 липня 2020 року в ворота «Оренбурга».

### У збірній
У 2021 році був викликаний Михайлом Галактіоновим в молодіжну збірну Росії для участі в чемпіонаті Європи U-21. У дебютній грі на турнірі проти молодіжної збірної Ісландії забив перший м'яч за молодіжну збірну.

## Досягнення
- Переможець Першості ПФЛ (група «Урал-Поволжя»): 2018/19